# Hotedršica
Hotedršica – wieś w Słowenii, w gminie Logatec. W 2018 roku liczyła 634 mieszkańców.